# Zlatibor (Stadt)
Zlatibor (serbisch-kyrillisch Златибор) ist eine serbische Kleinstadt in der Opština Čajetina. Sie zählte laut Zensus von 2011 2821 Einwohner. Anders als der Verwaltungssitz der Opština, Čajetina, ist sie offiziell städtisch geprägt und damit die einzige urbane Siedlung innerhalb der Gemeinde. Benannt ist sie nach dem gleichnamigen Gebirge. Der Ort ist touristisch geprägt.
Zunächst hieß der Ort Kulaševac.